# Nordhessen Arena
Die Nordhessen Arena (zuvor Eissporthalle Kassel) ist eine Eissporthalle in der hessischen Stadt Kassel, Deutschland. Sie wird voraussichtlich bis 2025 zu einer Multifunktionsarena um- und ausgebaut. Sie dient als Austragungsort der Eishockey-Heimspiele der Kassel Huskies (DEL2) sowie anderer Sportveranstaltungen und wird als Eislauf- und Konzerthalle genutzt. Sie liegt direkt neben dem Auestadion, in dem der Fußballverein KSV Hessen Kassel seine Heimspiele austrägt.

## Geschichte
Die von Edith und Simon Kimm konzipierte Eissporthalle Kassel wurde am 19. Februar 1977 eröffnet. Kimm war bis 2005 Geschäftsführer der Kassel Huskies, die zur Halleneröffnung noch ESG Kassel hieß.
1981 wurde in dem Gebäude eine überregionale Versammlung von 6000 Gewerkschaftern abgehalten, im selben Jahr wurde die Bundesgartenschau durch Hans Eichel mit einer Veranstaltung in dem Gebäude eröffnet.
Nach Plänen des Architekten Peter Blaschke wurde das Gebäude zwischen 1995 und 1997 erweitert, wodurch die Zuschauerkapazität von 5050 auf 6100 Zuschauer stieg.
Nachdem die vormalige Eissporthalle zunächst an Joe Gibbs überging über die Jahre in schlechten Zustand geriet, wird sie seit 2021 vor allem in den Sommermonaten umfassend renoviert. Das Gebäude erhält neben neuer Technik sowie Anbauten auch eine neue Fassade in goldfarbener Optik. Dazu sollen bis 2024 etwa 20 Millionen Euro investiert werden, die von Paul Sinizin, der seit 2023 alleiniger Eigentümer der Immobilie, wie auch der Kassel Huskies, ist, finanziert werden. Zusammen mit einer zweiten Eisfläche soll dies die Grundlage für eine zeitgemäße Mehrzweckarena bilden. Im Zuge dessen wurde im August 2023 die Umbenennung in „Nordhessen Arena“ bekannt gegeben. Die maximale Zuschauerkapazität sank im Zuge der Umbauten durch Umwandlung von Steh- in Sitzplätze auf ca. 5700.
Ein Kriminalroman des Autors Rolf Michael von 2017 trägt den Titel Mord in der Eissporthalle: Kriminalroman aus Kassel.
Ab Herbst 2025 wird die Arena erstmals einen Namenssponsor bekommen und in Probonio-Arena umbenannt.

## Nutzung
Die Nordhessen Arena dient als Austragungsort der Eishockey-Heimspiele der Kassel Huskies und wird insbesondere seit 2023 wieder vermehrt für Konzert- und andere Sportveranstaltungen, wie Basketball-, Handball- und Hallenfußballturniere und Holiday on Ice, genutzt.
Im Mai 2025 trug der Handball-Bundesligist MT Melsungen erstmals zwei Spiele in der Nordhessen Arena aus, da deren Heimspielstätte, die Rothenbach-Halle, wegen einer Messe nicht genutzt werden konnte. Im Juni 2025 wurde bekannt, dass die MT Melsungen ab der HBL-Saison 2027/28 alle Spiele in der Arena austragen wird.
Auf der rund 60 × 30 m großen Eisfläche, die bei Konzerten und ähnlichen Veranstaltungen mit Platten abgedeckt wird, kann in der kalten Jahreszeit täglich Eislauf betrieben werden. Zur Saison 2025/26 ist eine Verkleinerung der Eisflächengröße auf nordamerikanisches Format (60 × 26 m) geplant.

## Geographie

### Lage
Das Gebäude befindet sich im Mittelteil des südlich der Innenstadt gelegenen Stadtteils Südstadt in der Kasseler Fuldaniederung am Südwestrand der Karlsaue. Es steht unweit der Kreuzung des Straßenzugs „Ludwig-Mond-Straße“−„Am Auestadion“/„Frankfurter Straße“ am Südende der Menzelstraße. In direkter Nachbarschaft befinden sich das Auestadion und die Großsporthalle Auepark.

### Verkehrsanbindung
Die Nordhessen Arena ist mit motorisierten Fahrzeugen von der A 49 (Anschlussstelle „Kassel-Auestadion“) kommend zu erreichen. Nach Abfahrt auf den Autobahn-Zubringer „Am Auestadion“ sollte man diesen bei Großveranstaltungen nach rechts abbiegend spätestens an der dritten Ampel verlassen, um einen Parkplatz anzusteuern.
Darüber hinaus ist die Arena bequem per ÖPNV erreichbar, die Straßenbahn- und Bushaltestelle „Auestadion“ (Linien 5, 6, RT5, 10, 13, 16, 25, 500) befindet sich in unmittelbarer Nähe.

## Galerie

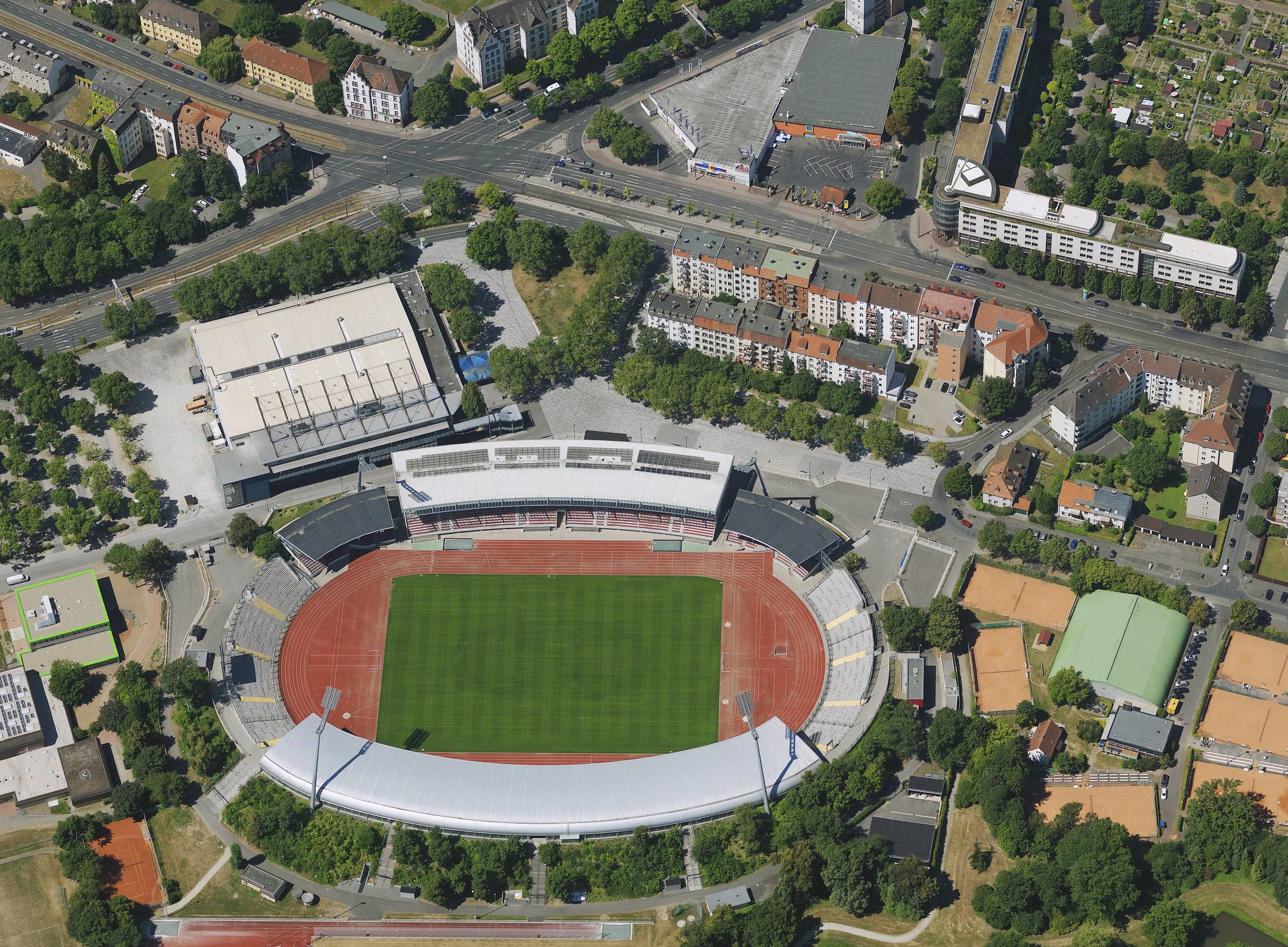
Luftbild von Auestadion und Nordhessen Arena aus östlicher Richtung
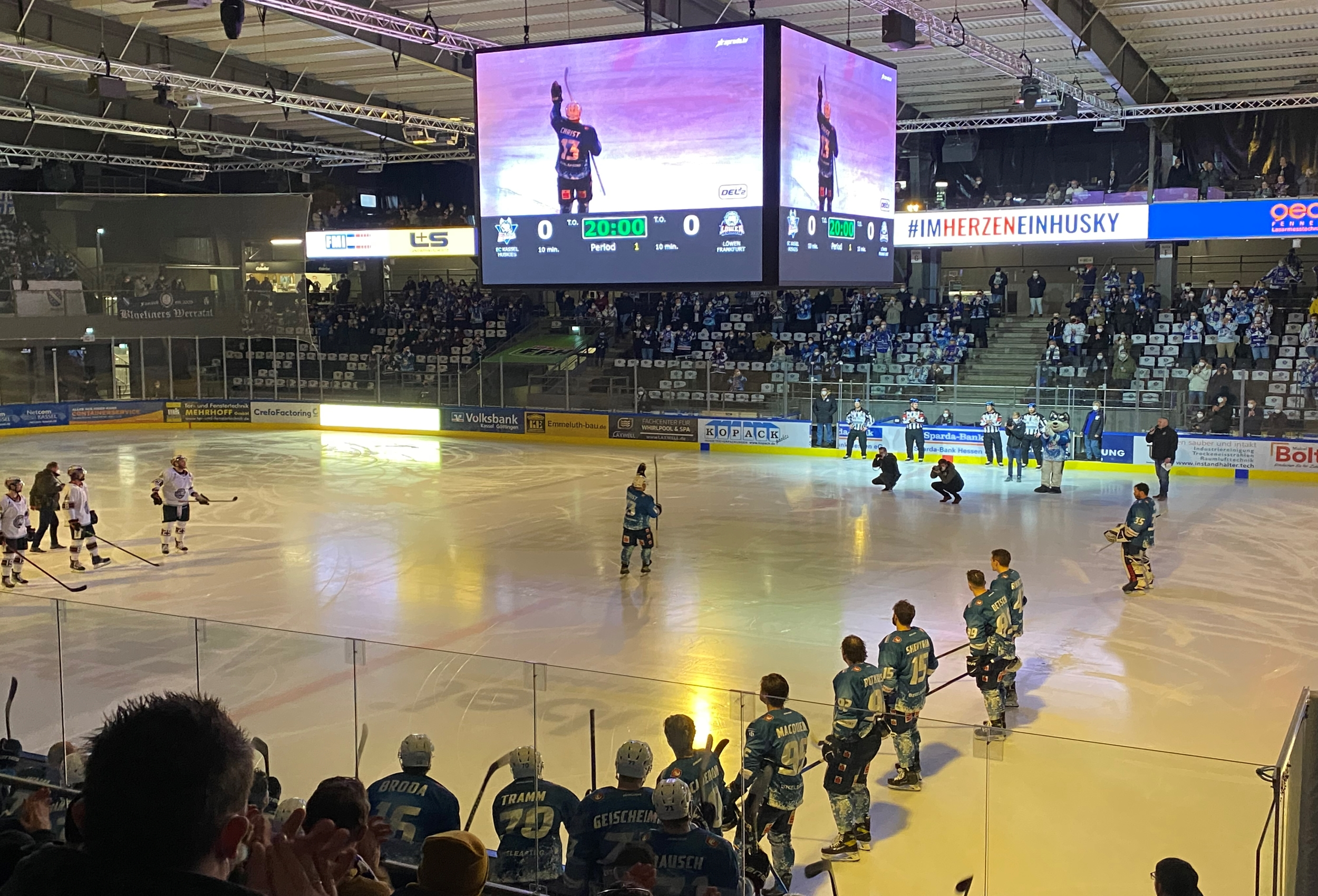
Eishockeyspiel in der Nordhessen Arena 2022
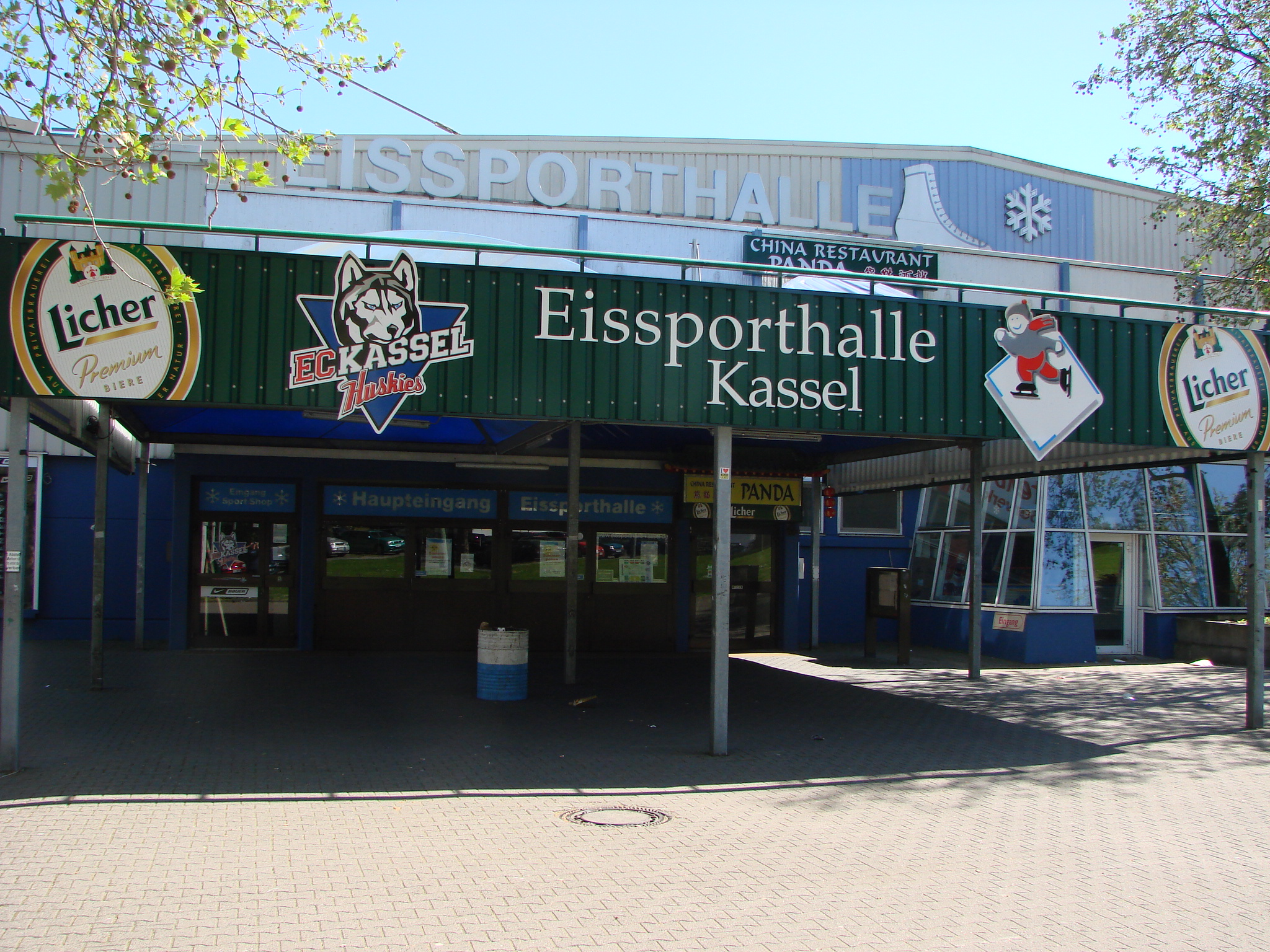
Ehemaliger Eingang der damaligen Eissporthalle Kassel
Ehemaliger schematischer Grundriss der Eissporthalle Kassel